# Poecilia
Poecilia is een geslacht uit de familie van de eierlevendbarende tandkarpers. Bekende soorten in deze familie zijn de guppy (P. reticulata), de hoogvinkarper (P. velifera) en de black molly (P. sphenops) die als subtropische aquariumvissen gehouden worden.

## Soorten
- Poecilia boesemani Poeser, 2003
- Poecilia butleri Jordan, 1889
- Poecilia catemaconis Miller, 1975
- Poecilia caucana (Steindachner, 1880)
- Poecilia caudofasciata (Regan, 1913)
- Poecilia chica Miller, 1975
- Poecilia dauli Meyer & Radda, 2000
- Poecilia elegans (Trewavas, 1948)
- Poecilia formosa (Girard, 1859)
- Poecilia gillii (Kner, 1863)
- Poecilia hispaniolana Rivas, 1978
- Poecilia koperi Poeser, 2003
- Poecilia kykesis Poeser, 2002
- Poecilia latipinna (Lesueur, 1821)
- Poecilia latipunctata Meek, 1904
- Poecilia marcellinoi Poeser, 1995
- Poecilia maylandi Meyer, 1983
- Poecilia mechthildae Meyer, Etzel & Bork, 2002
- Poecilia mexicana Steindachner, 1863
- Poecilia nicholsi (Myers, 1931)
- Poecilia orri Fowler, 1943
- Poecilia petenensis Günther, 1866
- Poecilia rositae Meyer, Schneider, Radda, Wilde & Schartl, 2004
- Poecilia salvatoris Regan, 1907
- Poecilia sphenops (Valenciennes, 1846)
- Poecilia sulphuraria (Álvarez, 1948)
- Poecilia teresae Greenfield, 1990
- Poecilia vandepolli Van Lidth de Jeude, 1887
- Poecilia velifera Regan, 1914 – Hoogvinkarper
- Poecilia vivipara Bloch & Schneider, 1801
- Poecilia wandae Poeser, 2003

ondergeslacht: Acanthophacelus (guppy's)
- Poecilia obscura
- Poecilia reticulata – Gup
- Poecilia wingei Poeser, Kempkes & Isbrücker, 2005

Ondergeslacht: Micropoecilia (micro's)
- Poecilia parae Eigenmann, 1894
- Micropoecilia picta (Regan, 1913)
- Micropoecilia minima (Costa & Sarraf, 1997)
- Micropoecilia branneri (Eigenmann, 1894)
- Micropoecilia bifurca (Eigenmann, 1909)